# Département Mandoul Oriental
Das Département Mandoul Oriental (Ost-Mandoul) ist ein Département im Süden des Tschad. Es liegt im nordöstlichen Teil der Provinz Mandoul, die Hauptstadt ist Koumra. Beim Zensus im Jahr 2009 wurden 262.485 Einwohner gezählt.

## Verwaltungsuntergliederung
Das Département ist in sechs Unterpräfekturen unterteilt:
- Koumra
- Bedaya
- Béssada
- Goundi
- Mouroum Goulaye
- Ngangara